# Obodas I
Obodas I – król Nabatejczyków w latach 96-85 p.n.e. Syn Aretasa II, króla Nabatejczyków.
Iskrypcja odkryta w Petrze z początku I w. p.n.e. pisze o im: „Obodas, król Nabatejczyków, syn Aretasa”. Odziedziczył po ojcu wojnę z Aleksandrem Janneuszem, królem Judei. Historyk żydowski Józef Flawiusz podał, że Obodas I pokonał go w bitwie pod Gadarą na wschód od Jeziora Genezaret ok. 93 p.n.e. Aleksander Janneusz kontratakował na Obodasa I, który w okolicy Gaulany urządził na niego pułapkę. Król judejski stracił tam swoją armię, która została zepchnięta do głębokiej doliny i stratowana kopytami wielbłądów (Wojna żydowska 1, IV, 4).
Obodas I kontynuował politykę ojca rozszerzania granic na północ do Syrii. Około roku 85 p.n.e. Antioch XII Dionizos, król Syrii po zajęciu Damaszku zorganizował wyprawę przeciwko Arabom. Józef Flawiusz podał, że król arabski w czasie wycofywania się na teren bardziej dogodny do walki zmienił swą decyzję i natarł swą jazdą (10 tys. ludzi) na nieprzygotowane wojska wroga. Bitwa była zażarta. Żołnierze po śmierci swego króla Antiocha XII postanowili wycofać się. Większość z nich zginęła w walce lub w czasie ucieczki. Nieliczna tylko garstka się uratowała (Dzieje 13, XV, 1). Z przekazu źródłowego nie wiadomo, który król nabatejski pokonał wroga. Mógł być to Obodas I lub Rabel I, jego brat.
Obodas I zmarł prawdopodobnie w czasie bitwy z powodu odniesionych ran. Został uznany za boga i pochowany ok. 60 km na południe od dzisiejszej Ber Szewy na pustyni Negew, w mieście, które zostało później nazwane od jego imienia Oboda. Jego następcą został brat Rabel I.